# Minus One
Minus One — кипрская рок-группа, представители Кипра на «Евровидении 2016».

## Карьера
Группа начинала свою деятельность как коллектив, исполнявший кавер-версии песен. Они часто выступали в кафе, пабах и на небольших танцевальных площадках.
Некоторое время группа носила название Marianne’s Wish. В 2012 под этим же названием вышла их первая пластинка «Add To Wishlist».

### Конкурс песни Евровидение
Группа приняла участие в отборе от Кипра на конкурс песни Евровидение 2015. «Minus One» вышли в финал, однако профессиональное жюри не сочли их композицию достойной победы, с чем явно не согласились зрители. 4 ноября 2015 было объявлено, что группа примет участие в «Евровидении-2016» от Кипра.
10 мая 2016 группа Minus One исполнила песню «Alter Ego», заняла 8-е место в полуфинале и вышла в финал конкурса, однако уже распространились слухи о том, что их песня является плагиатом. В частности, ведущий радиостанции BBC Radio 4 Скотт Миллз во время трансляции первого полуфинала заявил, что песня является плагиатом на «Somebody Told Me» группы «The Killers». Тем не менее, группа выступила в финале 14 мая, где заняла 21-е место.

### После Евровидения
5 апреля 2017 года Франсуа Микелетто и Антонис Лоизидес покинули группу по личным обстоятельствам.

## Состав
- Гаррис Пари (родился 19 декабря 1988) — гитара[6].
- Константинос Американос (родился 21 мая 1981) — вокал, гитара[6].
- Кристофер Иоаннидис (родился 30 июня 1976) — ударные. Также известен как «Chris J»[6].

### Бывшие
- Франсуа Микелетто (родился 5 сентября 1979) — вокал[6]. Участник французского шоу «The Voice: la plus belle voix» (его наставник — Флоран Паньи)[7]; покинул шоу 26 марта 2016 после вокальной битвы против Слимана Небши[англ.]. Покинул группу 5 апреля 2017 года по личным обстоятельствам.
- Антонис Лоизидес (родился 21 сентября 1968) — бас-гитара[6].
- Джордж Солонос

## Дискография
- 2015: Shine
- 2016: Alter Ego